# Rovná hora
Rovná hora je vrch severně od obce Hradčovice v okrese Uherské Hradiště a také stejnojmenná přírodní rezervace na jeho jižním svahu. Důvodem ochrany je lokalita vzácného hmyzu, zejména motýlů.